# Mike Stewart
Mike Stewart (né en 1963) est un champion de bodyboard américain couronné 9 fois au Championnat du monde et 11 fois en Bodysurf sur Pipeline Hawaii.
Pionnier de la discipline et pendant de nombreuses années champion incontesté, il est considéré par les adeptes comme une légende vivante de ce sport.
Il a créé sa propre marque de bodyboard (Science) après de nombreuses années chez Morey Boogie (la marque la plus ancienne du Bodyboard inventé par Tom Morey le 9 juillet 1971 à Hawaï)

## Filmographie
Réalisateur
En 2008, Mike Stewart sort son film Fire, créé et réalisé avec Scott Carter.
Acteur
- 2002 : Blue Crush de John Stockwell.
- 1998 :  In God's Hands de Zalman Kingappears.